# Santuario di Knock
Il santuario di Knock è un luogo di culto cattolico ed è la più visitata meta di pellegrinaggio in Irlanda. Il santuario fu costruito a Knock in seguito a un'apparizione che sarebbe avvenuta nel 1879. Maria vi è venerata con il titolo di "Nostra Signora di Knock".

## L'apparizione mariana
Il 21 agosto 1879, Mary McLoughlin, quarantacinquenne custode della chiesa retta dall'arcidiacono Bartolomeo Kavanagh, andò nel vicino cottage di Mary Byrne alle sette pomeridiane circa. Durante il tragitto, sul lato sud della chiesa, riferì di aver visto, scambiandole per statue, le figure della Vergine Maria, di san Giuseppe e di san Giovanni Evangelista, vestito come un vescovo, e inoltre un altare con una croce e un agnello, tradizionale immagine di Gesù, con angeli in adorazione. 
La McLoughlin pensò che l'arcidiacono si fosse procurato quelle immagini a Dublino.
Dopo mezz'ora Mary tornò alla chiesa con Mary Byrne, di 29 anni, per chiudere a chiave il portone, e lì avrebbero rivisto le figure, rendendosi conto che si trattava invece di un'apparizione. Mary chiamò allora suo fratello Dominick, sua madre e sua sorella, entrambe di nome Margaret, e avvisò anche la gente dei dintorni. Accorsero il cugino, Dominick senior, suo figlio Patrick, il domestico John Durkan e il piccolo curry John di sei anni. Nel frattempo Mary Byrne era corsa a casa dell'amica Judith Campbell e della settantacinquenne Bridget Trench, che rilasciò in seguito un racconto vivace della presunta apparizione.
La sera del 21 agosto, quindici persone di età compresa tra i cinque e i settantacinque anni e di entrambi i sessi, riferirono di aver avuto un'apparizione della Vergine Maria, di san Giuseppe e di san Giovanni Evangelista sulla parete meridionale della piccola chiesa parrocchiale, dedicata a San Giovanni Battista. Dietro di loro e leggermente a sinistra di san Giovanni sarebbe apparso un altare semplice e sopra l'altare una croce e un agnello (un'immagine tradizionale di Gesù, l'Agnello di Dio), con angeli adoranti.
La Vergine Maria fu descritta come bellissima, in piedi a circa un metro da terra. Portava un manto bianco, con pieghe a tutt'altezza e allacciato al collo. La corona apparve brillante di una luce dorata, di un tono più profondo rispetto al manto bianco; la parte superiore della corona sembrava una serie di scintille o di croci brillanti. La figura fu descritta come se fosse in “orazione profonda", con gli occhi levati al cielo, le mani alzate all'altezza delle spalle o poco più, le palme leggermente inclinate verso le spalle. Bridget Trench, una degli astanti, corse a baciare, come pensava, i piedi della Beata Vergine, però non sentì nulla nell'abbraccio, solo la parete, e si domandava perché non potesse sentire con le mani le figure che aveva visto così chiare e nitide.

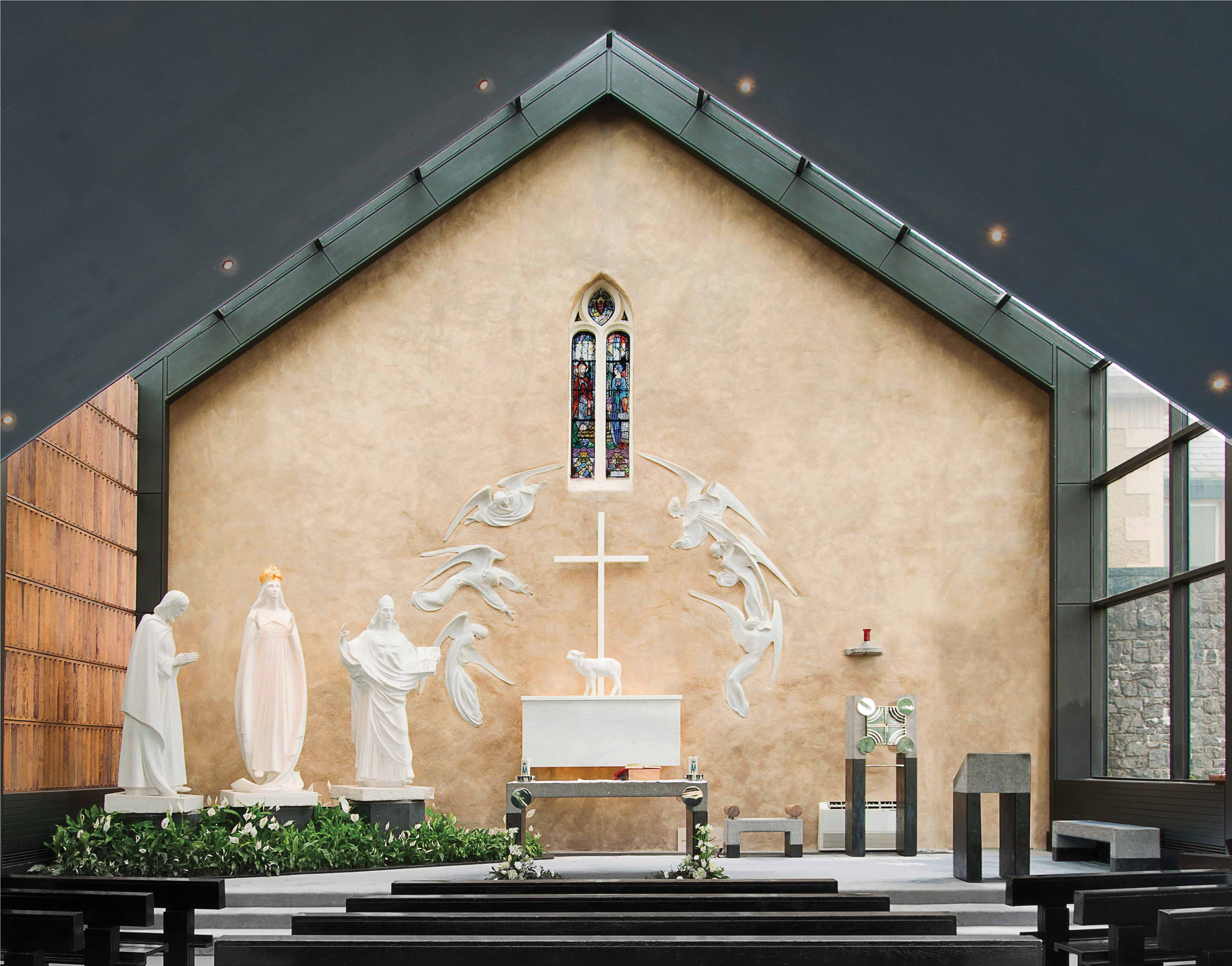
Scultura dell'altare di Knock, basata sui racconti dell'apparizione.

San Giuseppe, anch'egli vestito con una tunica bianca, fu visto alla destra della Vergine, con la testa inclinata in avanti verso la Vergine in atteggiamento di rispetto.
San Giovanni Evangelista appariva alla sinistra della Vergine, vestito con una tunica lunga e con una mitra in capo, distante dalle altre figure. Dava l'impressione di stare predicando e sosteneva un gran libro con la mano sinistra.
Alla sinistra di san Giovanni appariva un altare con un agnello, e una croce sull'altare dietro all'agnello.
I veggenti rimasero in piedi sotto la pioggia per due ore pregando il rosario. Quando l'apparizione iniziò c'era ancora luce, però, nonostante si fosse fatto molto scuro, i testimoni dicevano che potevano ancora vedere le figure con molta chiarezza, di un colore bianco brillante. L'apparizione non tremò né si mosse in nessun modo. Secondo i testimoni il suolo attorno alle figure si mantenne completamente asciutto durante l'apparizione, nonostante il vento soffiasse da sud. Successivamente però il terreno si bagnò e il frontone si fece scuro.

### Il riconoscimento da parte della Chiesa cattolica
Una commissione ecclesiastica d'indagine fu stabilita dall'arcivescovo di Tuam, John MacHale. Il verdetto finale della Commissione ritenne che le dichiarazioni di tutti i testimoni erano nel loro insieme fedeli e soddisfacenti. La presunta apparizione suscitò inizialmente delle perplessità, perché si differenziava dalle altre apparizioni mariane sotto diversi aspetti: il numero di figure apparse, il numero di persone partecipi dell'apparizione, la mancanza di messaggi e la breve durata.
Dopo una nuova commissione di indagine, nel 1936 l'apparizione fu riconosciuta degna di fede e ne fu autorizzato il culto. Nel 1979, in occasione del centenario, papa Giovanni Paolo II si recò in visita al santuario.

### Riconosciuto il primo miracolo
Il 1º settembre 2019 la Chiesa cattolica irlandese ha riconosciuto come miracolosa la guarigione, scientificamente inspiegabile, di Marion Carroll, avvenuta nel 1989: la donna, oggi sessantottenne, era affetta da sclerosi multipla; completamente paralizzata, dopo esser stata benedetta con l'ostensorio durante la benedizione dei malati, scesa dalla lettiga aveva ripreso a camminare, guarita in modo improvviso, completo e duraturo.

## Contesto culturale
Sociologi posteriori, senza né accettare né rifiutare l'apparizione, ma cercando di capire il contesto culturale, notarono la cronologia degli avvenimenti: come a Lourdes e a Fátima le apparizioni ebbero luogo in un momento di grandi cambiamenti culturali, sociali ed economici e fu riportata da persone la cui società tradizionale era sotto la minaccia di un cambio drammatico. Negli anni settanta dell'Ottocento l'Irlanda si trovava in un periodo di mutamenti radicali. Alcune parti dell'isola avevano sperimentato le ultime ondata dalla carestia, e rimaneva vivo il ricordo della grande carestia del 1840, che aveva decimato le campagne.
L'introduzione della ferrovia consentì nuove opportunità di viaggio e di sfida per comunità che erano molto unite, mentre gli anni intorno al 1870 segnarono l'inizio della riforma agraria che avrebbe cambiato la vita rurale irlandese: la riforma inizialmente fu una lotta con mobilitazioni di massa a volte violente, culminata nella guerra della terra, capeggiata da organizzazioni come la Lega della Terra di Michael Davit e con la guida politica radicale di Charles Stewart Parnell.
L'apparizione di Lourdes, in Francia, del 1858, era stata divulgata in Irlanda prima del 1879. A sua volta, la continua e antica devozione cattolica a Maria era stata enfatizzata con la nuova festa dell'Immacolata Concezione, dogma proclamato nel 1854.
Molte comunità rurali dell'Irlanda erano occasionalmente propense a visioni religiose. L'istruzione primaria era controllata dalle Chiese e il contenuto dell'istruzione era più religioso di quello del nostro tempo.

## L'inizio dei pellegrinaggi
Lo sviluppo delle ferrovie e la nascita di giornali locali e nazionali alimentò l'interesse per il piccolo villaggio della contea di Mayo. Resoconti di "strani avvenimenti in un piccolo villaggio irlandese" furono pubblicati quasi immediatamente dai mezzi di informazione internazionali, fra cui il Times di Londra. Addirittura giornali lontani come quelli di Chicago mandarono inviati per seguire il fenomeno di Knock, mentre la regina Vittoria chiese al suo governo del castello di Dublino di inviarle un rapporto sul caso. Successivamente i nazionalisti cattolici si riferirono alla Madonna di Knock come alla regina d'Irlanda, in opposizione alla regina Vittoria.

## L'attuale santuario

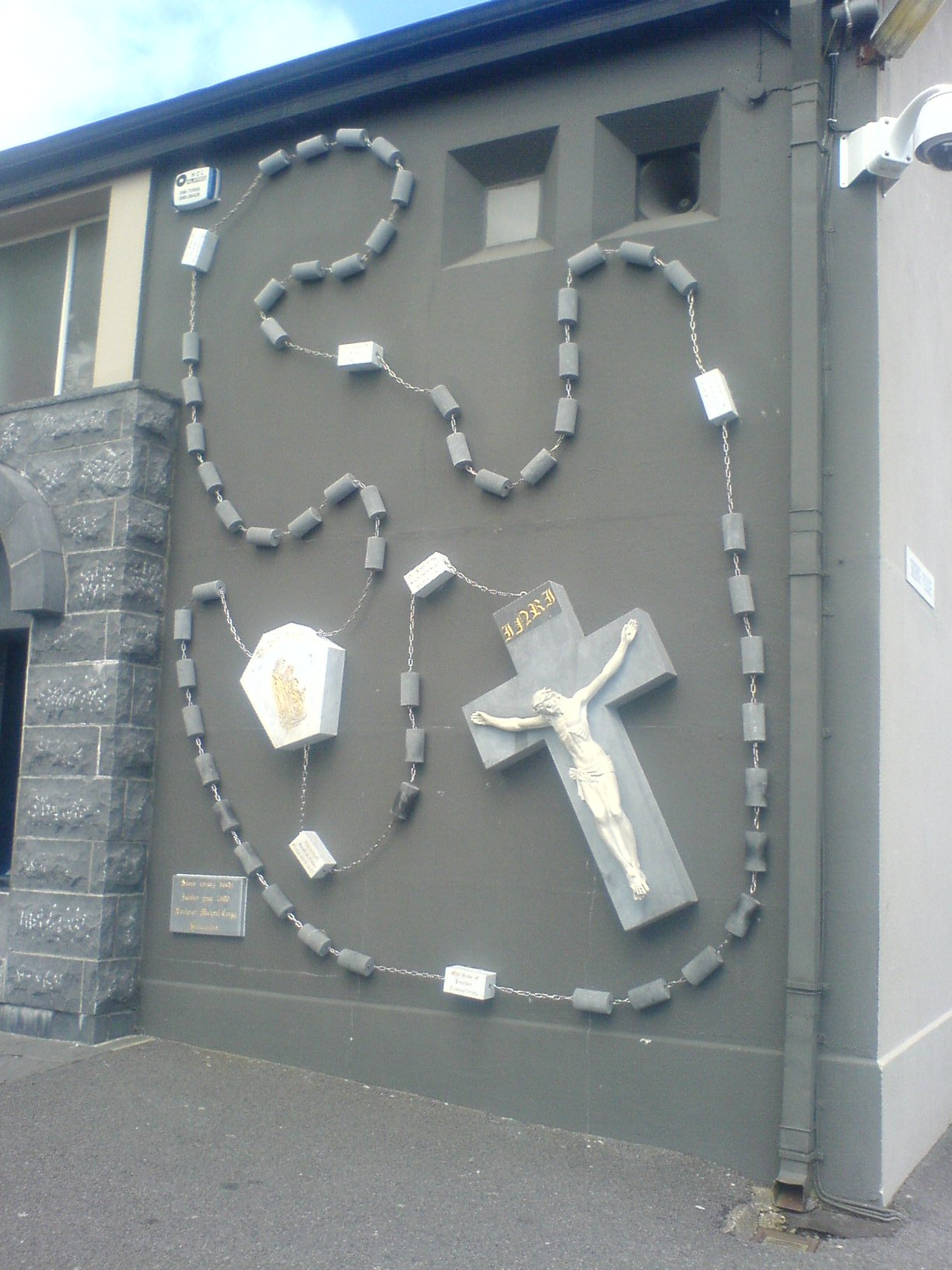
Il rosario di Knock
La corona del rosario occupa un'intera parete della chiesa di Knock

Sebbene sia rimasto per quasi un secolo una meta di pellegrinaggio irlandese, Knock divenne un centro religioso di importanza mondiale in gran parte nell'ultimo quarto del XX secolo, soprattutto grazie all'opera di largo respiro del parroco mons. James Horan. Horan volle una ricostruzione importante del sito, con la costruzione di una basilica più grande (la prima basilica in Irlanda) accanto alla chiesa antica, che non poteva più far fronte al gran numero di pellegrini. Nel 1979, centenario dell'apparizione, papa Giovanni Paolo II, devoto di Maria, visitò il Santuario di Knock e dichiarò che era l'obiettivo della sua visita in Irlanda. In quell'occasione regalò una Rosa d'Oro, riconoscimento papale piuttosto raro.
Il punto più controverso è stato comunque la proposta di Horan, accompagnata da milioni di sterline, al Taoiseach Charles J. Haughey, di costruire un importante aeroporto vicino a Knock. Il progetto fu aspramente criticato sia da vari mezzi di comunicazione, sia dall'opposizione, non propensi all'idea di costruire un aeroporto in un foggy, boggy hillside ("zona collinare nebbiosa e di torbiere"). Contrariamente alle aspettative di questi ultimi, tuttavia, l'Horan International Airport, (oggi conosciuto come Ireland West Airport Knock), divenne un successo commerciale, diventando non solo il punto d'accesso per i pellegrini, ma anche un importante mezzo di comunicazione aerea per l'intera regione del Connacht.
Il santuario di Knock attira annualmente più di un milione e mezzo di visitatori, ed è una delle mete turistiche dell'Irlanda occidentale.